# Beanibazar
Beanibazar (en bengali : বিয়ানিবাজার) est une upazila du Bangladesh dans le district de Sylhet. En 1991, on y dénombre 181 547 habitants.